# De Slimste Mens ter Wereld 2021
De Slimste Mens ter Wereld 2021 is het negentiende seizoen van de Belgische televisiequiz De Slimste Mens ter Wereld. De quiz wordt gepresenteerd door Erik Van Looy. De afleveringen van woensdag 1 december en donderdag 2 december werden uitzonderlijk door Bart Cannaerts gepresenteerd, omdat Erik Van Looy een coronabesmetting opliep. Ook twee kandidaten liepen een coronabesmetting op. Dat waren Tom Vermeir en Eddy Planckaert. 

## Kandidaten

### Alle deelnemers
| Naam                  | Deelnames | Gewonnen |
| --------------------- | --------- | -------- |
| Acid                  | 3         | 2        |
| Alexander Hendrickx   | 4         | 0        |
| Anne-Laure Vandeputte | 1         | 1        |
| Anthony Nti           | 6         | 0        |
| Arjen Lubach          | 5         | 3        |
| Cesar Casier          | 1         | 0        |
| Daphne Wellens        | 1         | 0        |
| Dena Vahdani          | 3         | 2        |
| Dorian Liveyns        | 1         | 0        |
| Dorianne Aussems      | 3         | 1        |
| Egbert Lachaert       | 1         | 0        |
| Esther Nwanu          | 2         | 1        |
| Flo Windey            | 2         | 1        |
| Geert Meyfroidt       | 4         | 1        |
| Glints                | 2         | 1        |
| Gloria Monserez       | 7         | 3        |
| Heidi De Pauw         | 2         | 1        |
| Jan Verheyen          | 3         | 1        |
| Jaouad Alloul         | 1         | 0        |
| Jean-Marc Mwema       | 4         | 2        |
| Jeroen Perceval       | 3         | 1        |
| Joachim Coens         | 3         | 0        |
| Klaasje Meijer        | 1         | 0        |
| Laura Tesoro          | 1         | 0        |
| Lisbeth Imbo (O)      | 6         | 3        |
| Marcelo Ballardin     | 2         | 1        |
| Merol                 | 9         | 2        |
| Niels Destadsbader    | 2         | 0        |
| Sandra Bekkari        | 1         | 0        |
| Sarah Mouhamou        | 2         | 1        |
| Steven Van Gucht      | 4         | 2        |
| Tine Embrechts        | 2         | 1        |
| Tom Vermeir           | 1         | 0        |
| Wiam                  | 3         | 1        |

(O) = de kandidaat is ongeslagen in de voorrondes.
| Kleurlegenda                    |
| ------------------------------- |
| Geplaatst voor de finaleweken   |
| Speelt verder in de finaleweken |
| Afgezegd voor de finaleweken    |
| Opgevist voor de finaleweken    |

### Finaleweken
Lisbeth Imbo overleefde de laatste reguliere aflevering van het seizoen en kon zo opklimmen tot de derde plaats in het klassement. Hierdoor mocht Alexander Hendrickx meedoen als negende beste speler. Ook mocht Acid als tiende geplaatste in het klassement deelnemen  aan de finaleweken, omdat Jean-Marc Mwema door agendaproblemen niet kon deelnemen aan de finaleweken..
| Terugkeer          | Naam                  | Deelnames | Gewonnen | Eindrank |
| ------------------ | --------------------- | --------- | -------- | -------- |
| 8                  | Merol                 | 1         | 0        | Zilver   |
| 7                  | Gloria Monserez       | 1         | 0        | 4e       |
| 6                  | Lisbeth Imbo          | 1         | 0        | 5e       |
| 5                  | Anthony Nti           | 1         | 0        | 6e       |
| 4                  | Arjen Lubach          | 5         | 0        | Brons    |
| 3                  | Steven Van Gucht      | 2         | 0        | 7e       |
| 2                  | Geert Meyfroidt       | 7         | 7        | Goud     |
| 1                  | Alexander Hendrickx   | 1         | 0        | 10e      |
| 1                  | Acid                  | 2         | 1        | 9e       |
| Speelt door        | Anne-Laure Vandeputte | 3         | 0        | 8e       |
| kan niet deelnemen | Jean-Marc Mwema       | 0         | 0        | 11e      |

## Afleveringen
| Afl         | Datum            | Winnaar aflevering      | Winnaar eindspel      | Verliezer eindspel    |
| ----------- | ---------------- | ----------------------- | --------------------- | --------------------- |
| 1           | 18 oktober 2021  | Dorianne Aussems        | Niels Destadsbader    | Cesar Casier          |
| 2           | 19 oktober 2021  | Wiam                    | Dorianne Aussems      | Niels Destadsbader    |
| 3           | 20 oktober 2021  | Jean-Marc Mwema         | Wiam                  | Dorianne Aussems      |
| 4           | 21 oktober 2021  | Jean-Marc Mwema         | Gloria Monserez       | Wiam                  |
| 5           | 25 oktober 2021  | Gloria Monserez         | Jean-Marc Mwema       | Sandra Bekkari        |
| 6           | 26 oktober 2021  | Gloria Monserez         | Joachim Coens         | Jean-Marc Mwema       |
| 7           | 27 oktober 2021  | Gloria Monserez         | Joachim Coens         | Klaasje Meijer        |
| 8           | 28 oktober 2021  | Steven Van Gucht        | Gloria Monserez       | Joachim Coens         |
| 9           | 1 november 2021  | Steven Van Gucht        | Gloria Monserez       | Laura Tesoro          |
| 10          | 2 november 2021  | Acid                    | Steven Van Gucht      | Gloria Monserez       |
| 11          | 3 november 2021  | Acid                    | Alexander Hendrickx   | Steven Van Gucht      |
| 12          | 4 november 2021  | Heidi De Pauw           | Alexander Hendrickx   | Acid                  |
| 13          | 8 november 2021  | Geert Meyfroidt         | Alexander Hendrickx   | Heidi De Pauw         |
| 14          | 9 november 2021  | Tine Embrechts          | Geert Meyfroidt       | Alexander Hendrickx   |
| 15          | 10 november 2021 | Merol                   | Geert Meyfroidt       | Tine Embrechts        |
| 16          | 11 november 2021 | Marcelo Ballardin       | Merol                 | Geert Meyfroidt       |
| 17          | 15 november 2021 | Arjen Lubach            | Merol                 | Marcelo Ballardin     |
| 18          | 16 november 2021 | Merol                   | Arjen Lubach          | Daphne Wellens        |
| 19          | 17 november 2021 | Arjen Lubach            | Merol                 | Dorian Liveyns        |
| 20          | 18 november 2021 | Arjen Lubach            | Merol                 | Jaouad Alloul         |
| 21          | 22 november 2021 | Glints                  | Merol                 | Arjen Lubach          |
| 22          | 23 november 2021 | Dena Vahdani            | Merol                 | Glints                |
| 23          | 24 november 2021 | Dena Vahdani            | Jeroen Perceval       | Merol                 |
| 24          | 25 november 2021 | Jeroen Perceval         | Anthony Nti           | Dena Vahdani          |
| 25          | 29 november 2021 | Esther Nwanu            | Anthony Nti           | Jeroen Perceval       |
| 26          | 30 november 2021 | Flo Windey              | Anthony Nti           | Esther Nwanu          |
| 27          | 1 december 2021  | Lisbeth Imbo            | Anthony Nti           | Flo Windey            |
| 28          | 2 december 2021  | Lisbeth Imbo            | Anthony Nti           | Egbert Lachaert       |
| 29          | 6 december 2021  | Sarah Mouhamou          | Lisbeth Imbo          | Anthony Nti           |
| 30          | 7 december 2021  | Jan Verheyen            | Lisbeth Imbo          | Sarah Mouhamou        |
| 31          | 8 december 2021  | Lisbeth Imbo            | Jan Verheyen          | Tom Vermeir           |
| 32          | 9 december 2021  | Anne-Laure Vandeputte   | Lisbeth Imbo          | Jan Verheyen          |
| Finaleweken |                  |                         |                       |                       |
| 33          | 13 december 2021 | Acid                    | Anne-Laure Vandeputte | Alexander Hendrickx   |
| 34          | 14 december 2021 | Geert Meyfroidt         | Anne-Laure Vandeputte | Acid                  |
| 35          | 15 december 2021 | Geert Meyfroidt         | Steven Van Gucht      | Anne-Laure Vandeputte |
| 36          | 16 december 2021 | Geert Meyfroidt         | Arjen Lubach          | Steven Van Gucht      |
| 37          | 20 december 2021 | Geert Meyfroidt         | Arjen Lubach          | Anthony Nti           |
| 38          | 21 december 2021 | Geert Meyfroidt         | Arjen Lubach          | Lisbeth Imbo          |
| 39          | 22 december 2021 | Geert Meyfroidt         | Arjen Lubach          | Gloria Monserez       |
| Finale      | Finale           | Slimste Mens ter Wereld | Verliezer eindspel    | Verliezer aflevering  |
| 40          | 23 december 2021 | Geert Meyfroidt         | Merol                 | Arjen Lubach          |

## Jury
De jury bestaat uit twee juryleden, geselecteerd uit een groep van 21 mogelijke juryleden.
| Jurylid               | Afleveringen                |
| --------------------- | --------------------------- |
| Jennifer Heylen       | 4, 7, 9, 14, 23, 28, 33, 36 |
| Jeroom Snelders       | 2, 6, 10, 15, 25, 36, 40    |
| Herman Brusselmans    | 3, 5, 16, 21, 29, 33        |
| Bart Cannaerts        | 4, 8, 20, 32, 35, 38        |
| Jan Jaap van der Wal  | 11, 17, 21, 27, 31, 39      |
| James Cooke           | 1, 9, 19, 22, 40            |
| Bockie De Repper      | 3, 10, 23, 26, 35           |
| Marc-Marie Huijbregts | 1, 2, 13, 14                |
| Jonas Geirnaert       | 6, 12, 15, 18               |
| Serine Ayari          | 7, 20, 29, 38               |
| Ella Leyers           | 11, 16, 25, 39              |
| Barbara Sarafian      | 17, 26, 27, 34              |
| Margriet Hermans      | 5, 30, 34                   |
| Philippe Geubels      | 13, 32, 37                  |
| Rik Verheye           | 8, 24                       |
| Jelle De Beule        | 12, 24                      |
| Jani Kazaltzis        | 22, 30                      |
| Stefaan Degand        | 28, 31                      |
| Frances Lefebure      | 18                          |
| Gert Verhulst         | 19                          |
| Adriaan Van den Hoof  | 37                          |

## Bijzonderheden
- Tine Embrechts behaalde in haar eerste aflevering een nieuwe topscore van 667 seconden. Zij deed daarmee twee seconden beter dan Liesbeth Van Impe die in de laatste reguliere aflevering van seizoen 18 een score van 665 seconden behaalde.
- Een opmerkelijk fenomeen is dat de laatste vier secondenrecordhouders telkens in de aflevering na hun gevestigde record uitgeschakeld werden. Na Michèle Cuvelier, Jennifer Heylen en Liesbeth Van Impe (die het record vestigde in de laatste voorronde-aflevering, maar in haar terugkeeraflevering meteen uitgeschakeld werd) kon ook Tine Embrechts niet standhouden in de aflevering nadien.
- In de aflevering van maandag 15 november is het de eerste keer in de geschiedenis van het spel dat twee van de drie kandidaten de Nederlandse nationaliteit hebben. Vijf opeenvolgende afleveringen bleven twee van de drie kandidaten met de Nederlandse nationaliteit in het spel. Het was ook de eerste keer dat de finaleaflevering werd gespeeld met twee Nederlanders.
- Glints verving vanaf 22 november Tom Vermeir, die door een coronabesmetting op dat moment niet kon aantreden. Vermeir nam alsnog deel op 8 december, in de plaats van Eddy Planckaert die eveneens door een coronabesmetting moest afhaken.[1][2]
- Sven De Leijer en Wim Helsen waren aangekondigd als juryleden, maar waren in geen enkele aflevering te zien. Dat bracht het totaal van 23 naar 21 mensen die dit seizoen plaatsnamen in de jury.
- Jean-Marc Mwema had zich met een zevende plaats in de eindstand geplaatst voor de finaleweken. Hij kon door agendaproblemen echter niet terugkeren en werd vervangen door de tiende in de stand, namelijk Acid.[3]
- De Nederlandse Merol werd tweede en verbeterde daarmee het record van beste Nederlander, dat al sinds 2013 op naam van Prem Radhakishun stond, die toen derde werd.
- Geert Meyfroidt wist zes afleveringen (na elkaar) te winnen in de finaleweken. Hiermee verbeterde hij het record van Michèle Cuvelier, die in 2018 vijf afleveringen (niet na elkaar) kon winnen in de finaleweken.
- Het was nog maar de tweede keer dat de voorrondekampioen ook de seizoensfinale won en toch niet de nieuwe Slimste Mens werd. Na Merol overkwam enkel Marc Reynebeau dit ook in seizoen 5.
- Het was de eerste keer sinds de invoering van een tweede finaleweek dat twee spelers die in de eerste finaleweek startten (Arjen Lubach en Geert Meyfroidt) zich konden plaatsen voor de seizoensfinale.